# FK Metalist Charkiv
FK Metalist Charkiv (ukrainska: ФК Металіст Харків) är en ukrainsk fotbollsklubb från miljonstaden Charkiv. Klubben har de tre senaste åren varit 3:a i ukrainska ligan efter giganterna Dynamo Kiev och Sjachtar Donetsk, vilket också är klubbens bästa placering i ligan.
En gång har Metalist spelat i den ukrainska cup-finalen. Det var i den allra första finalen 1992, där det blev förlust med 1-0 efter förlängning mot Tjornomorets Odessa. Sedan dess har det blivit tre semifinalförluster: 1993 och 2007 mot Dynamo Kiev och 2009 mot Vorskla Poltava. 
Under sovjettiden spelade Metalist två gånger i den sovjetiska cupfinalen. Första gången 1983 blev det en 0-1-förlust mot ett annat lag från Ukrainska SSR: Sjachtar Donetsk. 1988 vann laget cupfinalen med 2-0 över Torpedo Moskva. 

## Europeiska turneringar
| Säsong    | Turnering          | Rond         | Land                                            | Klubb               | Hemmamatch | Bortamatch |
| --------- | ------------------ | ------------ | ----------------------------------------------- | ------------------- | ---------- | ---------- |
| 1988/1989 | Cupvinnarcupen     | 1:a rond     | Socialistiska federativa republiken Jugoslavien | FK Borac Banja Luka | 4-0        | 0-2        |
|           |                    | 2:a rond     | Nederländerna                                   | Roda JC             | 0-0        | 0-1        |
| 2007/2008 | Uefacupen          | 1:a rond     | England                                         | Everton FC          | 2-3        | 1-1        |
| 2008/2009 | Uefacupen          | 1:a rond     | Turkiet                                         | Beşiktaş J.K.       | 4-1        | 0-1        |
|           |                    | Gruppspel    | Tyskland                                        | Hertha Berlin       | 0-0        |            |
|           |                    | Gruppspel    | Turkiet                                         | Galatasaray SK      |            | 1-0        |
|           |                    | Gruppspel    | Grekland                                        | Olympiakos          | 1-0        |            |
|           |                    | Gruppspel    | Portugal                                        | Benfica             |            | 1-0        |
|           |                    | 1/16-final   | Italien                                         | Sampdoria           | 2-0        | 1-0        |
|           |                    | 1/8-final    | Ukraina                                         | Dynamo Kiev         | 3-2        | 0-1        |
| 2009/2010 | Uefa Europa League | 3:e kvalrond | Kroatien                                        | NK Rijeka           | 2-0        | 2-1        |
|           |                    | Playoff rond | Österrike                                       | Sturm Graz          | 0-1        | 1-1        |
| 2010/2011 | Uefa Europa League | Playoff rond | Cypern                                          | AC Omonia           | 2-2        | 1-0        |
|           |                    | Gruppspel    | Nederländerna                                   | PSv Eindhoven       | 0-2        | 0-0        |
|           |                    | Gruppspel    | Italien                                         | Sampdoria           | 2-1        | 0-0        |
|           |                    | Gruppspel    | Ungern                                          | Debrecen            | 2-1        | 5-0        |
|           |                    | 1/16-final   | Tyskland                                        | Bayer Leverkusen    | 0-4        | 0-2        |
| 2011/2012 | Uefa Europa League | Playoff rond | Frankrike                                       | Sochaux-Montbéliard | 0-0        | 4-0        |
|           |                    | Gruppspel    | Nederländerna                                   | AZ Alkmaar          | 1-1        | 1-1        |
|           |                    | Gruppspel    | Österrike                                       | Austria Wien        | 4-1        | 2-1        |
|           |                    | Gruppspel    | Sverige                                         | Malmö FF            | 3-1        | 4-1        |
|           |                    | 1/16-final   | Österrike                                       | Red Bull Salzburg   | 4-0        | 4-1        |
|           |                    | 1/8-final    | Grekland                                        | Olympiakos          | 0-1        | 2-1        |
|           |                    | Kvartsfinal  | Portugal                                        | Sporting Lissabon   | 1-1        | 1-2        |
| 2012/2013 | Uefa Europa League | Playoff rond | Rumänien                                        | Dinamo Bucureşti    | 2-1        | 2-0        |
|           |                    | Gruppspel    | Tyskland                                        | Bayer Leverkusen    | 2-0        | 0-0        |
|           |                    | Gruppspel    | Norge                                           | Rosenborg BK        | 3-1        | 2-1        |
|           |                    | Gruppspel    | Österrike                                       | Rapid Wien          | 2-0        | 0-1        |
|           |                    | 1/16-final   | England                                         | Newcastle United    | 0-1        | 0-0        |